# Nereis thysanota
Nereis thysanota är en ringmaskart som beskrevs av Ehlers 1920. Nereis thysanota ingår i släktet Nereis och familjen Nereididae. Inga underarter finns listade i Catalogue of Life.